# Bill Pryor (politicus)
Eugene Bill Pryor (1937 of 1938 – 19 oktober 2022), was een Surinaams politicus. Hij was medeoprichter en de eerste voorzitter van de Broederschap en Eenheid in de Politiek (BEP) en  lid van de Nationale Assemblée.

## Biografie
Pryor was van beroep schooldirecteur.
HIj was medeoprichter van Broederschap en Eenheid in de Politiek (BEP), aanvankelijk opgericht onder de naam Progressieve Bosneger Partij (PBP). Na de oprichting in 1973 werd Pryor gekozen tot eerste voorzitter van de partij. Hij zette zich onder meer in voor een grotere participatie van vrouwen in de politiek. In 1987 werd hij als partijvoorzitter opgevolgd door Caprino Alendy.
Hij was van 1991 tot 1996 was hij lid van de Nationale Assemblée (DNA), gekozen in het district Brokopondo. Daarna was hij adviseur en erevoorzitter van de BEP.
In december 2005 werd hij onderscheiden met de Gaanman Gazon Matodja Award.
Pryor overleed in de ochtend van 19 oktober 2022 na een korte ziekte, op 84-jarige leeftijd.